# Blackburn Aircraft
La Blackburn Aircraft Limited, già Blackburn Aeroplane & Motor Company, era un'azienda aeronautica britannica specializzata nella produzione di idrovolanti e successivamente aerei civili e militari attiva nella prima parte del XX secolo.

## Storia
L'origine dell'azienda si deve al pioniere dell'aviazione Robert Blackburn il quale costruì il suo primo velivolo nel 1908.
La Blackburn Aeroplane & Motor Company venne fondata nel 1914. Nel 1916 venne costruito un nuovo stabilimento a Brough, nella contea dell'East Riding of Yorkshire. Grazie all'acquisizione della Cirrus-Hermes company nel 1937, la Blackburn iniziò anche la produzione di motori aeronautici, la serie Blackburn Cirrus. La ragione sociale dell'azienda venne cambiata in Blackburn Aircraft Limited nel 1939, e successivamente, nel 1949, si unì alla General Aircraft Limited formando la Blackburn and General Aircraft Limited. Dal 1958 la denominazione aziendale tornò ad essere Blackburn Aircraft Limited. La produzione venne assorbita dalla Hawker Siddeley Group nel 1960 mentre quella relativa alla produzione dei motori dalla Bristol Siddeley, come parte della razionalizzazione della produzione aeronautica stabilita dal governo britannico, ed il marchio Blackburn venne completamente abbandonato nel 1963.

## Produzione
(lista non completa)

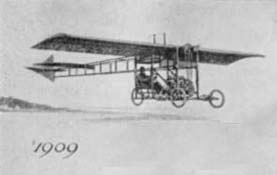
Il Blackburn First Monoplane del 1909.

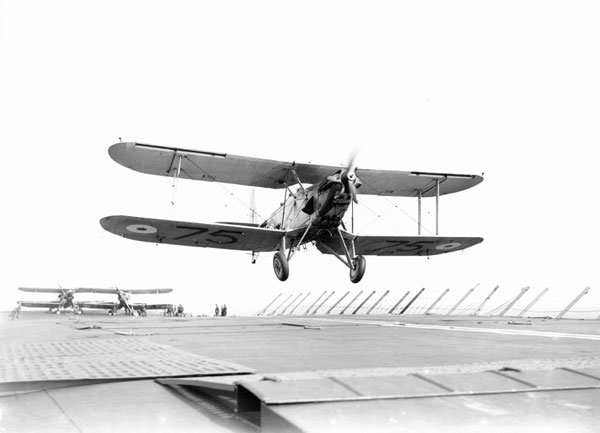
Un Blackburn Ripon in fase di decollo (1926).

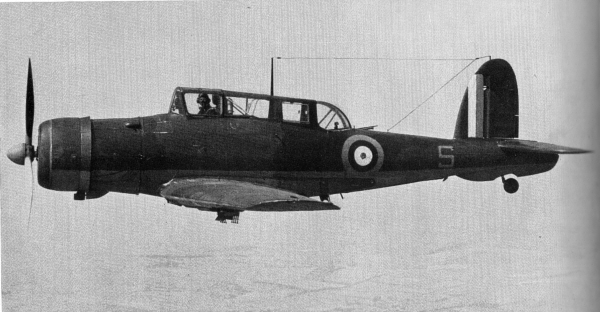
Un Blackburn Skua Mk.II in volo, L2928 "S", appartenente allo 801 Naval Air Squadron della Fleet Air Arm (Royal Navy).

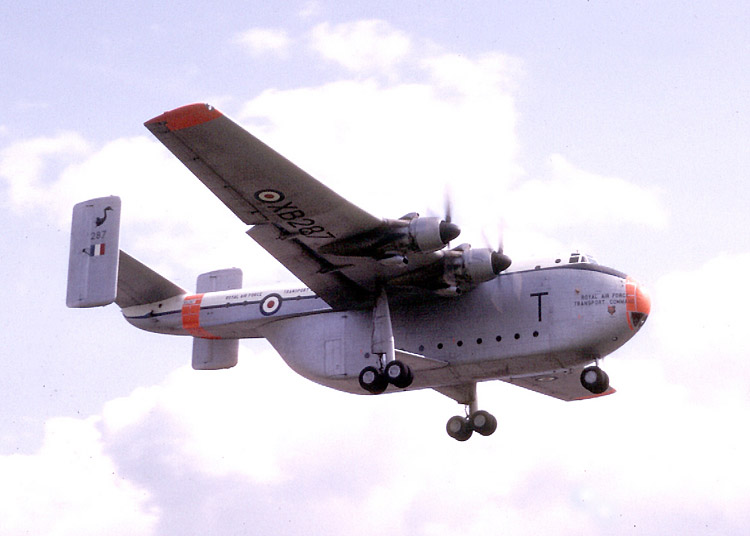
Un Blackburn Beverley fotografato nel 1964. Il Beverly venne utilizzato dalla Royal Air Force come aereo da trasporto tattico pesante tra il 1955 ed il 1967.

- Blackburn First Monoplane (1909) - monoplano monomotore monoposto ad ala alta.
- Blackburn Second Monoplane  (1911) - monoplano monomotore ad ala media.
- Blackburn Mercury (1911) - monoplano biposto da addestramento monomotore ad ala media.
- Blackburn Type B  (1912) - monoplano biposto da addestramento monomotore ad ala media, sviluppo del Blackburn Mercury.
- Blackburn Type I (1913)
- Blackburn Type L
- Blackburn Twin Blackburn (1915) - idrovolante a scarponi bimotore bifusoliera biposto anti-Zeppelin.
- AD Scout (1915) - monomotore su specifiche dell'Admiralty, monoposto ad elica spingente anti-Zeppelin. Venne prodotto dalla Blackburn e dalla Hewlett & Blondeau.

Blackburn General Purpose
- Blackburn Kangaroo R.T.1 (1918) - biplano da ricognizione/aerosilurante bimotore triposto.
- Blackburn Blackburd (1918) aerosilurante biplano monomotore monoposto.
- Blackburd Sidecar
- Blackburn Swift T.1 (1920) - single-engine, single-seat floatplane torpedo bomber
- Blackburn Dart T.2  (1921) - single-engine, single-seat biplane torpedo bomber
- Blackburn Blackburn R.1  (1922) - single-engine, three-seat biplane naval spotter/reconnaissance aircraft
- Blackburn Bluebird B-2  (1924) - single-engine, two-seat biplane training/touring aircraft
- Blackburn Cubaroo T.4  (1924) - single-engine, four-seat large biplane torpedo bomber
- Blackburn Velos T.3  (1925) - single-engine, two-seat biplane bomber floatplane
- Blackburn Iris R.B.1  (1926) - three-engine, five-seat biplane flying boat
- Blackburn Ripon T.5  (1926) - single-engine, two-seat biplane reconnaissance/torpedo bomber
- Blackburn Sprat
- Blackburn Cubaroo
- Blackburn Turcock F.1  (1928) - single-engine fighter aircraft
- Blackburn Beagle
- Blackburn Lincock F.2  (1928) - single-engine, single-seat biplane fighter
- Blackburn Nautilus 2F.1  (1929)
- Blackburn Bluebird IV  (1929) - single-engine, two-seat biplane training/touring aircraft
- Blackburn Sydney R.B.2  (1930) - three-engine, four-seat parasol-wing long-range flying boat
- Blackburn Nile C.B.2  (1930) - three-engine, two-seat parasol-wing cargo transport, a variant of the *Blackburn Sydney
- Blackburn B-1 Segrave (1930) - two-engine, four-seat low-wing monoplane touring aircraft
- Blackburn Airedale R.2
- Blackburn T.7B
- Blackburn B-2 (1932) - single-engine, two-seat biplane training aircraft
- Blackburn M.1/30 (B-3)  (1932) - single-engine, two-seat biplane naval torpedo bomber
- Blackburn C.A.15C
- Blackburn Baffin T.8/B-5 Baffin  (1932) - single-engine, two-seat biplane torpedo bomber
- Blackburn Shark T.9/B-6 Shark  (1933) - single-engine, three-seat carrier-based biplane torpedo bomber
- Blackburn Perth R.B.3  (1933) - three-engine, five-seat biplane flying boat
- Blackburn B-7 (1934) - general-purpose biplane
- Blackburn Skua B-24 (1937) - aerosilurante/bombardiere in picchiata imbarcato ad ala bassa
- Blackburn Roc B-25  (1938) - single-engine, two-seat low-wing monoplane fighter/dive bomber with rear turret (built by Boulton Paul Aircraft)
- Blackburn Botha B-26  (1938) - two-engine, four-seat high-wing monoplane reconnaissance/torpedo bomber & crew trainer
- Blackburn B-20  (1940) - twin-engine, six-seat experimental monoplane retractable-hull flying boat
- Blackburn Firebrand B-37 F Mk.I  (1942) - single-engine, single-seat propeller naval fighter
- Blackburn Firebrand B-45 TF Mk.II  (1943) - single-engine, single-seat propeller naval strike fighter
- Blackburn Firebrand B-46 TF Mk.IV  (1945) - single-engine, single-seat propeller naval strike figher
- Blackburn Firecrest B-48 Y.A.1)  (1947) - single-engine, single-seat propeller naval strike fighter
- Blackburn B-54 (Y.A.5, Y.A.7, Y.A.8) (1949) - single-piston-engine, two-seat contrarotating propeller naval anti-submarine aircraft
- Blackburn B-88 (Y.B.1) (1950) - single-turboprop-engine, two-seat contrarotating propeller naval anti-submarine aircraft
- Blackburn Beverley B-101  (1950) - four-engine, high-wing, propellers, transport airplane (designed by General Aircraft)
- Blackburn Buccaneer B-103  (1958) - two-engine, two-seat jet naval strike aircraft
- Blackburn B-107 - proposed 4 engine military transport